# Elvevoll
Elvevoll est une localité du comté de Troms, en Norvège.

## Géographie
Administrativement, Elvevoll fait partie de la kommune de Storfjord.